# Tomasz Koclęga
Tomasz Koclęga (ur. 1968 w Zawierciu) – polski rzeźbiarz. Wykłada rzeźbę w Akademii Sztuk Pięknych w Katowicach. Mieszka w Gliwicach.
Studiował w Akademii Sztuk Pięknych w Krakowie, na Wydziale Grafiki w Katowicach, w pracowni rysunku i malarstwa prof. Jacka Rykały oraz pracowni litografii prof. Adama Romaniuka. Dyplom otrzymał w 1993 roku.
W latach 1994–1995 pracował jako asystent w Zespole Sztuk Plastycznych na Wydziale Architektury Politechniki Śląskiej w Gliwicach. W latach 1996–2007 pracował w Liceum Sztuk Plastycznych w Zabrzu, później w Ogólnokształcącej Szkole Sztuk Pięknych oraz Liceum Plastycznym, gdzie prowadził zajęcia z rzeźby. Przez dziewięć lat pełnił również funkcję wicedyrektora, a przez ostatni rok pracy był dyrektorem szkoły. W latach 2007–2013 pracował Śląskiej Wyższej Szkole Informatyczno – Medycznej w Chorzowie, na kierunku grafika, prowadząc zajęcia z rzeźby i modelowania form przestrzennych. Od 2009 roku pracuje jako wykładowca rzeźby w Akademii Sztuk Pięknych w Katowicach.
Zrealizował ponad 30 wystaw indywidualnych oraz brał udział w ponad 60 wystawach zbiorowych w kraju i za granicą. Wielokrotnie prezentował swoje rzeźby w przestrzeniach publicznych, różnych miast.

## Prezentacje rzeźby w przestrzeniach publicznych za granicą
- Bratysława – Słowacja (2013, 2016)
- Harbin – Chiny (2014, 2015, 2016)
- Sapporo, Nayoro – Japonia (2015, 2016)
- Zlin, Klenova – Czechy (2013, 2014)
- Praga, Czechy (2017)[2]

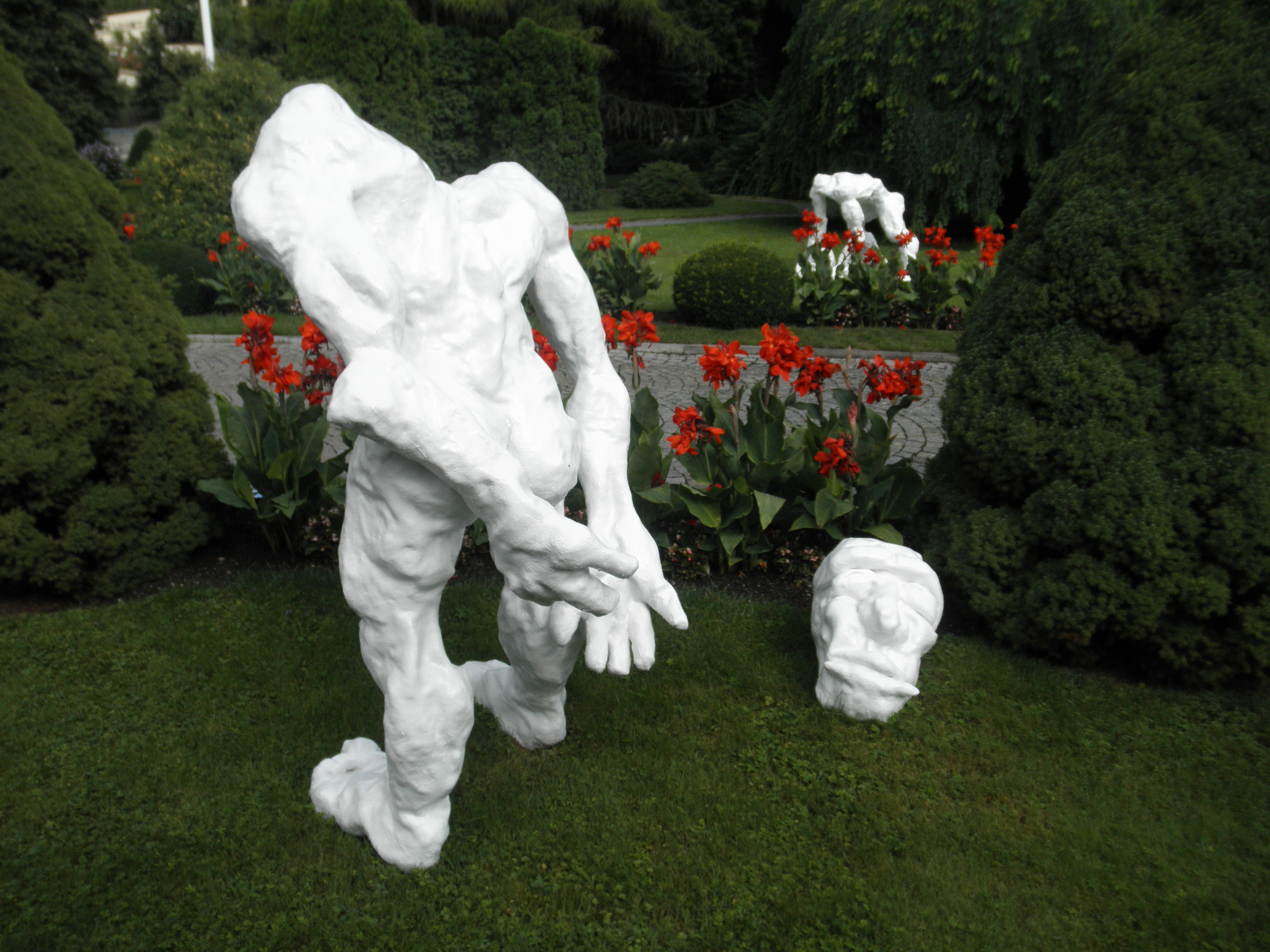
Praga, Czechy (2017)
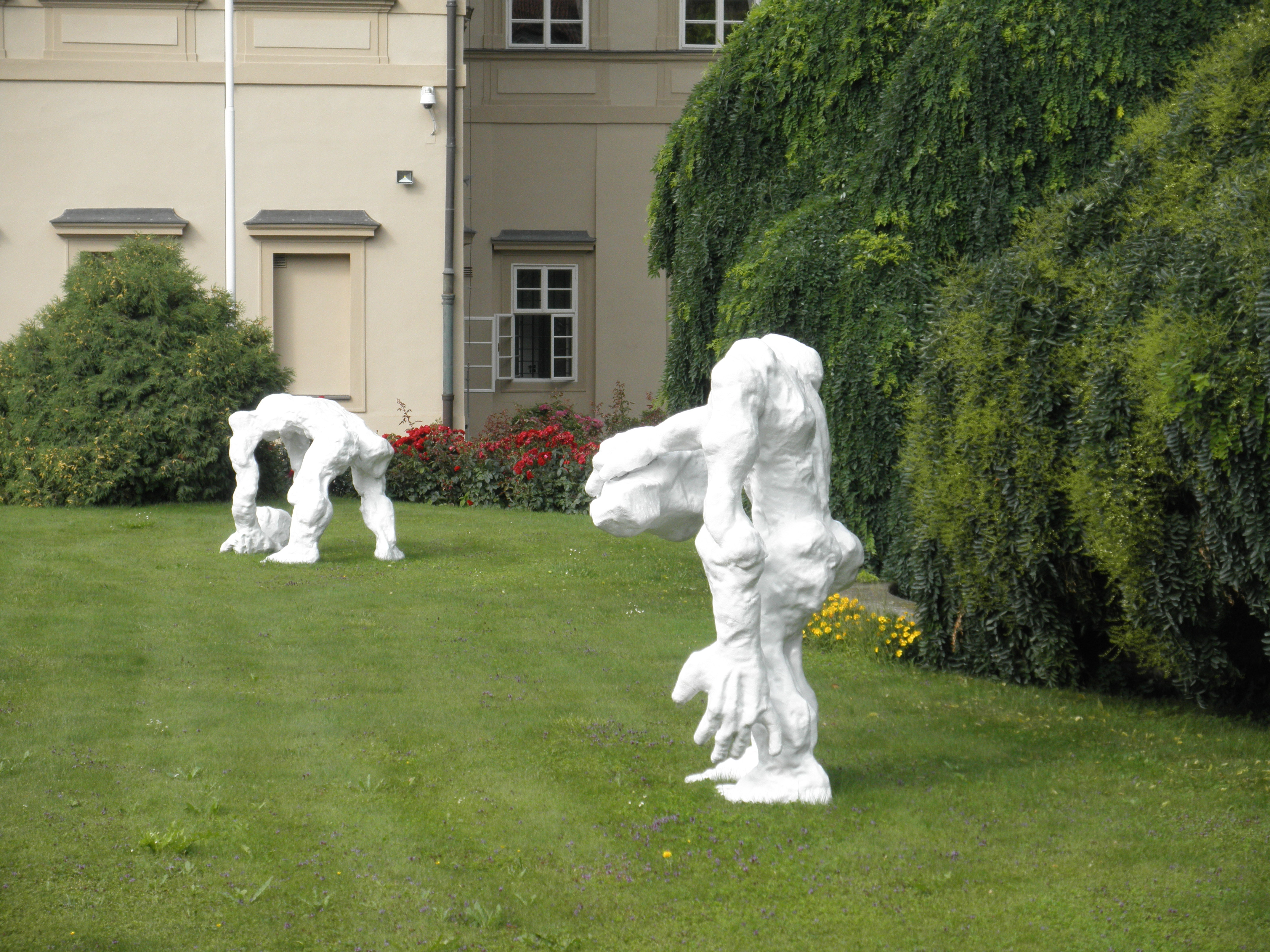
Praga, Czechy (2017)
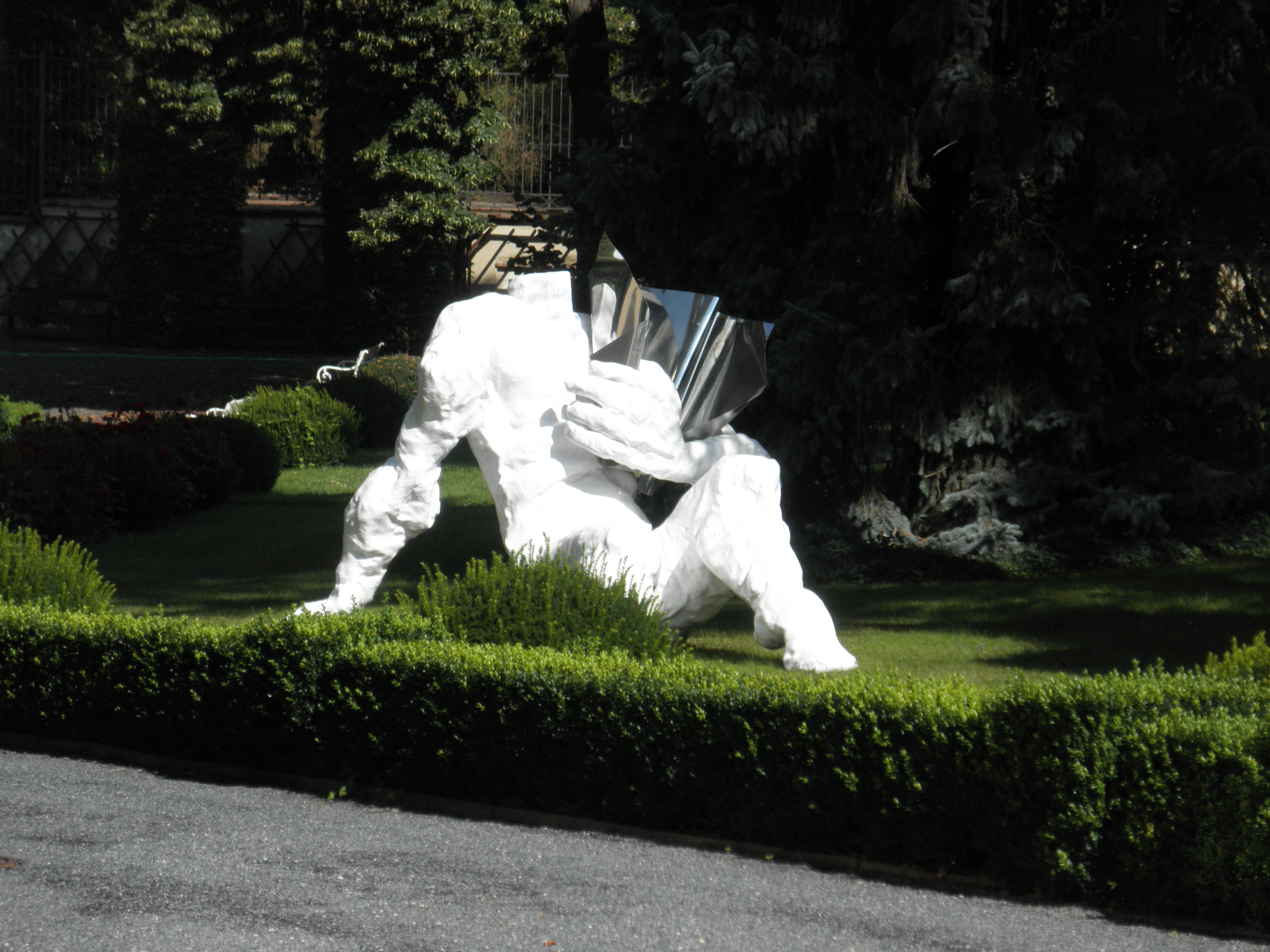
Praga, Czechy (2017)

## Prezentacje rzeźby w przestrzeniach publicznych w Polsce
Wrocław, Katowice, Sosnowiec, Gliwice, Bytom (Wieczność w Agorze Bytom), Zabrze, Rybnik, Świętochłowice, Siemianowice, Zawiercie, Chrzanów, Siemianowicach, Pabianice, Cieszyn, Chełmek, Górki Wielkie, Pacółtowo.

## Nagrody
2014
- 19 Międzynarodowy Konkurs Rzeźby w Śniegu – The Best Creativity Award – Harbin, Chiny

2015
- 20 Międzynarodowy Konkurs Rzeźby w Śniegu – The Bronze Award – Harbin, Chiny
- 42 Międzynarodowy Konkurs rzeźby w Śniegu – The Fourth Prize – Sapporo, Japonia

2016
- 21 Międzynarodowy Konkurs Rzeźby w Śniegu – The Best Creativity Award – Harbin, Chiny
- 16 Międzynarodowy Konkurs Rzeźby w Śniegu JAPAN CUP – Award of Nayoro City – Nayoro, Japonia

## Wystawy indywidualne
1991
- Galeria Kowadło, Katowice – „Grafika”, wystawa indywidualna

1993
- „In Blue”, Skoki k/ Poznania, instalacja, wystawa indywidualna

1994
- Galeria MOK, Zawiercie – „Rysunek”, wystawa indywidualna
- BWA Katowice – II Triennale Grafiki Polskiej, „Mój Snyders” – indywidualna wystawa towarzysząca

2000
- Bytom, pl. Kościuszki – „Ponad”, indywidualna wystawa rzeźby
- Przyłubsko, rzeka Krztynia – „Smutek” indywidualna wystawa rzeźby

2006
- Gliwice, Rynek – „Pragnienie”, indywidualna wystawa rzeźby
- Gliwice, Park Chopina – „Sen”, indywidualna wystawa rzeźby
- Zabrze, Plac Teatralny – „7 Łez” indywidualna wystawa rzeźby – wystawa towarzysząca VI Festiwalowi Dramaturgii Współczesnej „Rzeczywistość Przedstawiona” w Zabrzu.

2007
- Bytom, Rynek – „Równowaga”, indywidualna wystawa rzeźby
- Sosnowiec, dziedziniec Zamku Sieleckiego – „Pragnienie”, indywidualna wystawa rzeźby

2008
- Katowice, plac Wolności – „Sen”, indywidualna wystawa rzeźby
- Gliwice, Ogród Willi Caro – „Gniazdo”, indywidualna wystawa rzeźby

2010
- Bytom, CH Agora – „Wieczność”, instalacja rzeźby na stałe

2011
- Chełmek, Park Rodzinny – „Objęci”, indywidualna wystawa rzeźby
- Cieszyn, Park Pokoju – „Uśpieni”, indywidualna wystawa rzeźby
- Katowice, ul.Zacisze – „Wsłuchani”, indywidualna wystawa rzeźby
- Wrocław, Park im.J.Słowackiego – „Gniazdo”, indywidualna wystawa rzeźby

2012
- Cieszyn, Plac teatralny –„Całość”, indywidualna wystawa rzeźby
- Pabianice, Europejski Park Rzeźby – „Wtulony”, instalacja rzeźby na stałe

2013
- Bratysława, Słowacja, Plac Hviezdoslava – „Gniazdo”, indywidualna wystawa rzeźby
- Zlin, Rep. Czeska, Uniwersytet im. T.Bata – „Chciwość”, instalacja rzeźby na stałe
- Rybnik, Rondo – „Ulotność”, instalacja rzeźby na stałe
- Pabianice, Europejski Park Rzeźby – „Wtulony II”, instalacja rzeźby na stałe
- Górki Wielkie, Park Kossaków – „Bliskość”, indywidualna wystawa rzeźby

2014
- Klenova, Rep.Czeska – „Samotnik”, indywidualna wystawa rzeźby
- Katowice, Ogród Ligocki – „Nieuchwytność”, instalacja rzeźby na stałe
- Siemianowice Śląskie, Agro – Projekt – „Nieśmiałość”, instalacja rzeźby na stałe
- Katowice, Park Miejski – „Wieloznaczność”, instalacja rzeźby na stałe

2015
- Chrzanów, Plac Tysiąclecia – „Tomasz Koclęga – rzeźba”, indywidualna wystawa rzeźby
- Sosnowiec, Dom Kultury Kazimierz – rekonstrukcja rzeźby Janusza Ballenstedta i Bogdana Kotarby – instalacja rzeźby na stałe

2016
- Bratysława, Słowacja, Ogród Grassalkovich – „Bliskość” indywidualna wystawa rzeźby
- Zawiercie, Park Mickiewicza – „Gniazdo” indywidualna wystawa rzeźby
- Świętochłowice, Wieża Basztowa KWK Polska – „Trud” – instalacja rzeźby na stałe
- Pacułtowo, Park Pałacowy – „Kamień” – instalacja rzeźby na stałe
- Oksford, Wielka Brytania, The Turrill Sculpture Garden – „Inner Dimentions”, indywidualna wystawa rzeźby (zaplanowana na październik)